# Hello Gravity
Hello Gravity war eine im Jahr 2007 gegründete Pop/Indie/Alternative-Band aus Schrobenhausen.

## Geschichte
Gegründet wurde Hello Gravity von Mike Zitzelsberger (Gesang, Keyboard), seinem Bruder Tom Zitzelsberger (Bass), Felix Julian Koch (Gitarre) und Simon Popp (Schlagzeug). Die vier Bandmitglieder lernten sich in der Schule kennen, als sie alle noch in anderen Bands spielten. Durch ihre gemeinsame Leidenschaft wurden sie Freunde und spielen seither zusammen als Hello Gravity. Nach einigen regionalen Erfolgen und zahlreichen Auftritten in München wurde der Produzent Ron Flieger vom Label Dienje Music auf sie aufmerksam. Kurz darauf wurden sie dort unter Vertrag genommen.
Im Sommer 2011 erschien ihr Debütalbum WUNDERKIND in Deutschland und Österreich via Dienje Music im Vertrieb von Rough Trade Distribution. Der Rolling Stone beschrieb sie 2011 in seiner August-Ausgabe als Artist to Watch und das Intro schrieb: „Hello Gravity spielen eine überraschend unkomplizierte Variante des weit verbreiteten Indie-Wave britischer Prägung, ohne dabei zu einfallslosen Epigonen zu verblassen.“ Seit 2012 haben sie zahlreiche Konzerte in Deutschland, Österreich und der Schweiz gespielt, sowie als Vorgruppe von Bands wie Oh Land, One Night Only und Tahiti 80 gespielt.
Im November 2014 gaben sie über Facebook ihre Auflösung bekannt. Die beiden Brüder Mike und Tom Zitzelsberger und der Schlagzeuger Simon Popp gründeten kurz darauf das Musik-Projekt Konsequence.

## Diskografie

### Alben
- 2011: WUNDERKIND (Dienje Music, Rough Trade, Warner Chappell)
- 2013: The Golden Kind (Dienje Music, Rough Trade, Warner Chappell)

### Singles
- 2011: River of Love
- 2011: Sunshine from the Inside
- 2012: 2Step
- 2012: While Moving Me
- 2013: Golden